# БИЧ-17
БИЧ-17 — экспериментальный проект поршневого истребителя конструктора Бориса Черановского.

## История
В 1933 году работы по динамореактивной артиллерии были признаны приоритетными. Разработчик этой артиллерии Леонид Курчевский был назначен начальником Особого конструкторского бюро Главного артиллерийского управления. Ему в подчинение были переданы заводы № 8 и № 38 в Подлипках.
Построенный в 1934 году самолёт Бориса Черановского БИЧ-14 оказался сложным в пилотировании и работы над ним были приостановлены. Поэтому узнав, что Управлению спецработ требуются идеи и конструкторы, Черановский пришёл к Курчевскому с предложением построить истребитель по схеме «Летающее крыло», поскольку широкое крыло и отсутствие горизонтального оперения создают хорошие условия для установки динамореактивных пушек. С другой стороны, такая компоновка чувствительна к изменению центровки. В результате испытаний самолётов И-2 и И-12 было показано, что после израсходования боекомплекта центровка самолёта сильно смещалась назад. Тем не менее постройка самолёта БИЧ-17 продолжалась.
Конструкция самолёта была цельнодеревянной. Самолёт имел двухколёсное убираемое шасси и закрытую кабину, двигатель М-22 мощностью 480 л. с. Предусматривалось в дальнейшем заменить его на более мощный двигатель М-25. В крыле самолёта устанавливались две безоткатные пушки калибром 80 мм вне диска винта. Самолёт имел схему низкоплана с параболическим крылом типа «обратная чайка» на половине полуразмаха для лучшей путевой устойчивости. Обдувка моделей показала, что такая схема наиболее благоприятна для установки динамореактивных пушек.
В январе 1936 года на совещании под руководством М. Н. Тухачевского и Алксниса попытки создания безоткатной артиллерии были признаны неудачными и дальнейшая работа в этом направлении была прекращена. Работа над БИЧ-17 была прекращена на 69 % готовности.

## Лётно-технические характеристики
- Размах крыла, м — 12,24;
- Длина, м — 5,00;
- Масса, кг:
  - пустого самолёта — 1200;
  - нормальная взлётная — 1880;
- Двигатель — 1 × ПД М-22;
- Мощность, л.с. — 1 × 480;
- Экипаж, человек — 1;
- Вооружение — две 80-мм пушки АПК.